# Asediul Przemyślului
Asediul Przemyślului a fost cel mai îndelungat asediu din Primul Război Mondial, și o înfrângere grea pentru Austro-Ungaria în fața atacatorilor ruși. Przemyśl era un oraș fortificat pe râul San, importantă fortăreață a Galiției. Încercuirea Przemyślului a început la 24 septembrie 1914 și a fost suspendată temporar la 11 octombrie în urma unei ofensive austro-ungare. Asediul s-a reluat la 9 noiembrie și garnizoana austro-ungară s-a predat la 22 martie 1915 după ce a rezistat în total 133 de zile.

## Context
În august 1914, armatele ruse au trecut frontiera cu țările Puterilor Centrale și au ocupat teritorii din Prusia Orientală germană și din Galiția austro-ungară ajungând în zona actualei frontiere între Polonia și Ucraina. Înaintarea pe teritoriul german a fost respinsă în scurt timp după bătăliile de la Tannenberg și Lacurile Mazuriene, dar campania din Galiția a avut mai mult succes în fața unei armate austro-ungare mai lente și mai slab organizate. Generalul Nikolai Ivanov⁠(en)[traduceți] a copleșit forțele austro-ungare conduse de Conrad von Hötzendorf în bătălia Galiției, și întregul front austriac s-a retras cu circa 100 km pe dealurile de la poalele Carpaților. Cetatea de la Przemyśl era unicul post austriac ce a rezistat, și până la 28 septembrie, ajunsese complet în spatele liniilor rusești. Rușii erau acum în poziția de a amenința regiunea industrială germană Silezia, ceea ce făcea ca apărarea Przemyślului să aibă o importanță capitală și pentru germani, și pentru austro-ungari.
S-au săpat cincizeci de kilometri de noi tranșee și s-au folosit 1.000 km de sârmă ghimpată pentru șapte linii de apărare în jurul orașului. În interiorul cetății, o garnizoană militară de 127.000 de soldați, împreună cu 18.000 de civili erau înconjurați de șase divizii rusești. Przemyśl reflecta natura Imperiului Austro-Ungar — ordinele trebuiau emise în cincisprezece limbi. Austrieci, polonezi, evrei și ucraineni erau împreună în orașul asediat, lovit constant de tir de artilerie, și pe măsură ce creștea numărul morților și bolnavilor și amenința foametea, creșteau și neîncrederile reciproce și tensiunile interetnice.

## Primul asediu
La 24 septembrie, generalul Radko Dimitriev⁠(en)[traduceți], comandantul Armatei a Treia Ruse⁠(en)[traduceți] a început asediul cetății. Dimitriev nu avea suficientă artilerie de asediu la începutul încercuirii și în loc să aștepte să primească echipament de la comandamentul suprem rus, Dimitriev a ordonat un asalt general al cetății înainte să vină vreo forță austriacă care să înlăture asediul. Trei zile, rușii au atacat, necâștigând nimic și pierzând 40.000 de oameni. În timp ce se întâmplau acestea, generalul Paul von Hindenburg a lansat o ofensivă împotriva Varșoviei în nord. În conjuncție cu atacul german asupra Varșoviei, generalul Svetozar Boroević von Bojna a venit către Przemyśl cu o forță de despresurare. La 11 octombrie, Dimitriev a ridicat asediul și s-a retras peste râul San. Conrad von Hötzendorf avea speranțe că un atac combinat al armatei lui Boroević și al garnizoanei Przemyśl va da rușilor o grea lovitură.
La o lună și jumătate după ce rușii au încercuit orașul, trupele germane le-au ajutat pe cele habsburgice să rupă încercuirea. Civililor li s-a ordonat să părăsească imediat orașul — în parte pentru a ameliora problema penuriei de hrană.

## Al doilea asediu
Până la 31 octombrie, Hindenburg fusese învins în bătălia de pe Vistula⁠(en)[traduceți] și s-a retras din atacul asupra Varșoviei, ceea ce l-a obligat și pe Boroević să se retragă de pe linia Sanului, și să renunțe la propunerea lui von Hötzendorf de ofensivă împotriva Rusiei. La 9 noiembrie, rușii au reluat asediul Przemyślului. Forța lui Radko Dimitriev a fost retrasă din sectorul Przemyśl și s-a deplasat spre nord, operațiunile de asediu fiind preluate de Armata a 11-a Rusă⁠(en)[traduceți] condusă de generalul Andrei Nikolaevici Selivanov⁠(en)[traduceți]. Selivanov nu a ordonat niciun atac frontal așa cum făcuse Dimitriev, și s-a hotărât să taie în schimb liniile de aprovizionare pentru a-i înfometa pe apărătorii ei. La jumătatea lui decembrie 1914, rușii loveau fortăreața cu tir de artilerie neîncetat, căutând să oblige orașul să capituleze. În iarna 1914-1915, armatele habsburgice au continuat să lupte încercând să ajungă la cetate. Luni în șir de lupte s-au soldat cu pierderi grele, mai ales din cauza degerăturilor și bolilor, dar forțele de despresurare nu au mai ajuns la Przemyśl. 

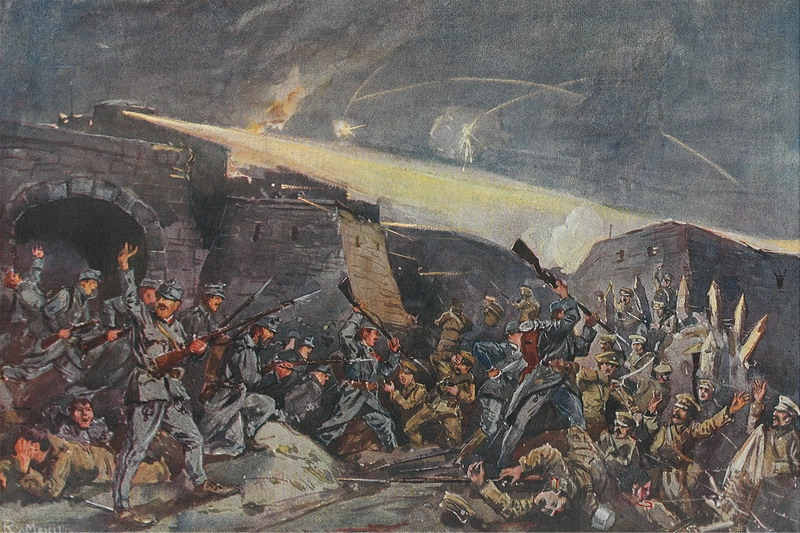
Asediul Przemyślului

În februarie 1915, Boroević a condus un alt efort de despresurare a cetății. Până la sfârșitul lui februarie, toate aceste încercări eșuaseră, și von Hötzendorf l-a informat pe generalul de infanterie și comandorul fortăreței Hermann Kusmanek von Burgneustädten că nu se vor mai face alte încercări. Selivanov a primit suficientă artilerie să distrugă cetatea. Rușii au trecut peste fortificațiile din nord la 13 martie. O linie de apărare improvizată a reținut atacurile rusești suficient timp cât Kusmanek să distrugă tot ce mai rămăsese în oraș și putea fi utilizat de ruși. La 19 martie, Kusmanek a ordonat o tentativă de a rupe asediul, dar ieșirea sa a fost respinsă și a fost obligat să se retragă înapoi în oraș. Cum în oraș nu mai rămăsese nimic util, Kusmanek nu a avut de ales decât să capituleze. La 22 martie, restul garnizoanei de 117.000 de oameni s-a predat rușilor. Printre cei căzuți prizonieri s-au numărat nouă generali, nouăzeci și trei de ofițeri superiori și 2500 de alți ofițeri.

## Viața în Przemyślul asediat
Jurnalele și caietele de însemnări ținute de diverse persoane din oraș s-au păstrat. Jurnalul lui Josef Tomann, un austriac recrutat în serviciul militar ca medic junior, relevă rezultatele activităților ofițerilor din garnizoană:
„„Spitalele recrutează fete adolescente ca asistente medicale. Ele primesc 120 de coroane pe lună și mese gratuite. Cu câteva excepții, ele sunt complet inutile. Rolul lor principal e de a satisface poftele ofițerilor și, oarecum rușinos, pe ale mai multor medici [-] Noii ofițeri vin aproape zilnic cu cazuri de sifilis, gonoree și șancru. Bietele fete și femei se simt atât de măgulite când primesc atențiile unuia dintre acești porci pestilenți în uniformele lor curate, cu cizmele și nasturii lustruiți.””
Alte relatări relevă omniprezența foametei și bolilor, inclusiv holera, iar jurnalul Helenei Jablonska, o femeie poloneză relativ înstărită, de vârstă medie, descrie tensiunile interetnice, antisemite și de clasă din oraș: „evreicele din subsoluri te jefuiesc cel mai rău”, și (la 18 martie 1915) „evreii își dau jos în grabă semnele de pe magazine, ca să nu-și dea nimeni seama cine e proprietar pe unde. [-] Toți s-au îmbogățit atâta de pe urma acestor bieți soldați și acum bineînțeles că vor să fugă!” După ce rușii au intrat în oraș în martie, soarta evreilor a fost și mai rea și ea nota: „cazacii au așteptat până evreii s-au dus la sinagogă să se roage și apoi au tăbărât pe ei cu bicele. Atâta tânguială și disperare. Unii evrei se ascund în beciuri, dar îi vor prinde și acolo.”

## Comunicațiile poștale

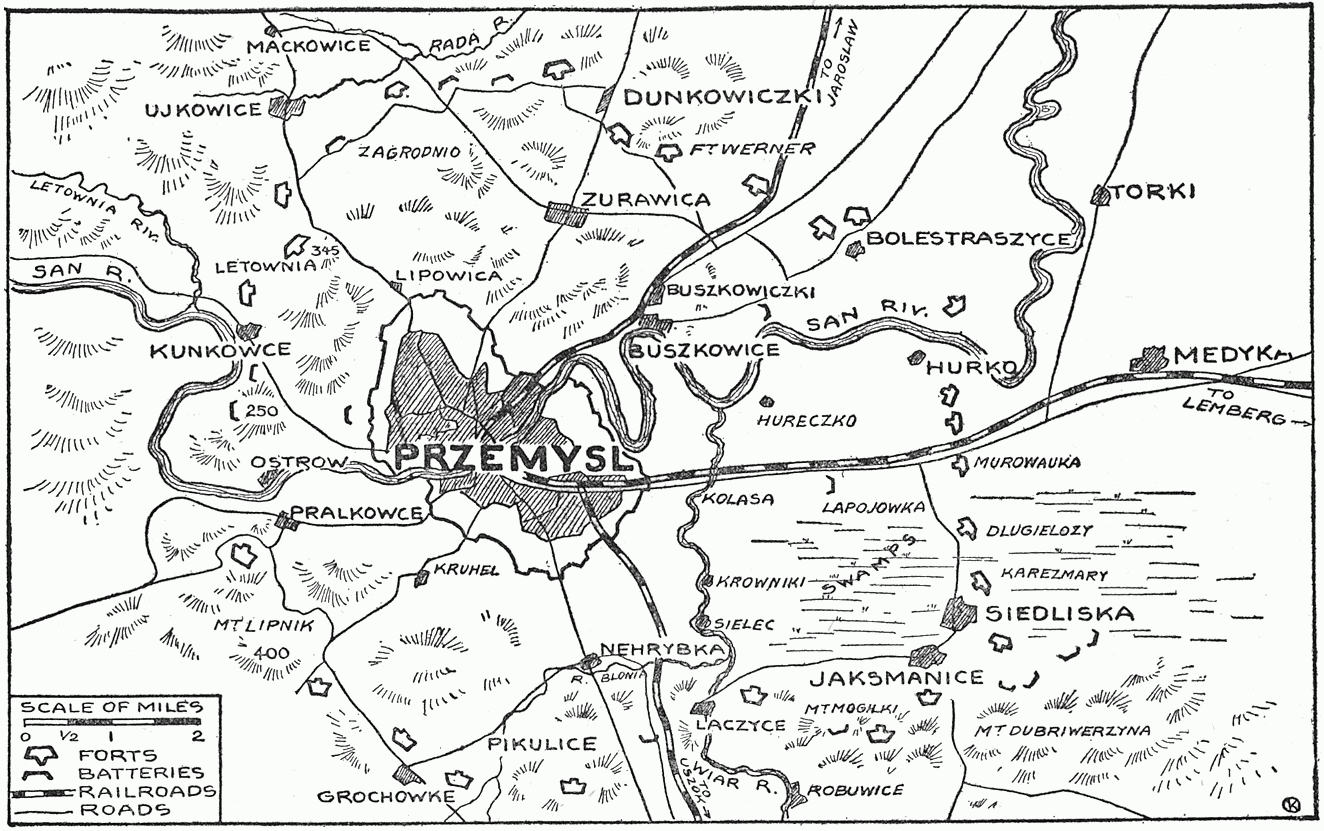
Przemyśl și redutele din jur

Primele zboruri ce livrau poșta pe calea aerului au zburat din Przemyśl în timpul ambelor asedii, transportând cărți poștale, în principal corespondență militară, în douăzeci și șapte de zboruri. După o aterizare forțată, corespondența dintr-unul din zboruri a fost confiscată de ruși și transmisă la Sankt Petersburg pentru cenzură poștală. Din orăș, poșta a fost livrată și prin balon, în baloane cu echipaj uman, dar mai ales în baloane de hârtie fără oameni la bord. Pentru transmiterea de mesaje din oraș au fost folosiți și porumbei călători.

## Urmări

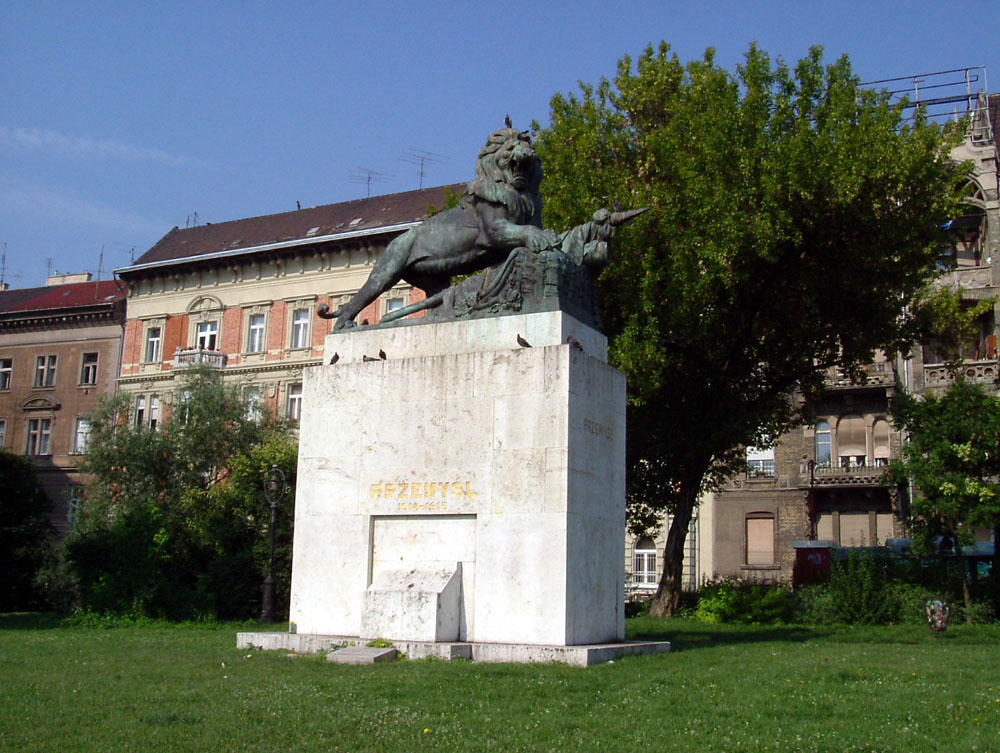
Statuie ce comemorează asediul Przemyślului, la Budapesta, Ungaria

Căderea Przemyślului i-a făcut pe mulți să creadă că Rusia va lansa acum o ofensivă majoră în Ungaria, dar această ofensivă anticipată nu a mai venit. În schimb, pierderea Przemyślului a fost o grea lovitură dată moralului Austro-Ungariei. Mai mult, Przemyśl trebuia să aibă doar cel mult 50.000 de oameni înăuntru, însă odată cu cetatea s-au predat 110.000 de austro-ungari. Rușii au controlat Przemyśl până în vara lui 1915 când ofensiva Gorlice-Tarnow a împins frontul rusesc înapoi în Galiția. Przemyśl a rămas în mâinile germanilor până în octombrie 1918, când estul Galiției s-a separat de Imperiul Austro-Ungar și a devenit nou-înființata Polonie independentă. Armata austro-ungară nu și-a mai revenit din pierderile din iarna lui 1914-1915 și Habsburgii s-au bazat din acest moment doar pe asistența germană atât în sectorul lor de pe Frontul de Est, cât și în Balcani.